# DNA World Tour
Il DNA World Tour è stato l'undicesimo tour del gruppo musicale statunitense Backstreet Boys, cominciato l'11 maggio 2019 all'Altice Arena di Lisbona per la promozione del loro nono album in studio DNA (2019).
Sospeso il 13 marzo 2020 a causa della pandemia di COVID-19 e ripreso l’8 aprile 2022, il tour ha svolto in tutto 218 show in 44 paesi di America, Europa, Africa, Asia ed Australia e stimato come il nono tour con più alti incassi del 2019.

## Annuncio
Le prime date del nuovo tour mondiale furono rese note il 9 novembre 2018, insieme alla pubblicazione del singolo Chances, secondo singolo che anticipò l'uscita dell'album. Il DNA World Tour è il primo tour dei Backstreet Boys ad interessare le maggiori arene indoor di Europa e Nord America dopo 18 anni. Per la tappa Nordamericana, il figlio del cantante Brian Littrell, Baylee Littrell, si è esibito come artista di apertura. Il tour è partito dall'Altice Arena di Lisbona, l'11 maggio 2019, due settimane dopo l'ultimo spettacolo del Backstreet Boys: Larger Than Life, residency show svoltosi a Las Vegas in California, dal 2017 all'aprile 2019. Il tour è stato successivamente esteso anche ad Asia, America Centrale, Sud America e Oceania e il 10 febbraio 2020, sono state rese note ulteriori date in Nord America.
Il 12-13 ottobre 2019 furono cancellate due date a Saitama, in Giappone, a causa di un tornado che si era abbattuto sulla città.
Il tour venne interrotto il 13 marzo 2020, a causa della pandemia di COVID-19, due giorni prima di una tappa che sarebbe dovuta svolgersi in Brasile, a San Paolo, con il conseguente rinvio di tutte le date programmate a fine emergenza. Verso fine 2021 sono state elencate le nuove date, indicate nello specifico nelle tabelle sottostanti.

## Scaletta
1. Everyone (Intro)
2. I Wanna Be With You
3. The Call
4. Don’t Want You Back
5. Nobody Else (assolo Brian)
6. New Love
7. Get Down (You're the One for Me)
8. Chateau (assolo Howie)
9. Show Me the Meaning of Being Lonely
10. Incomplete
11. Undone
12. More than That
13. The Way It Was (assolo Nick)
14. Chances
15. Shape of My Heart
16. Drowning
17. Passionate (duetto AJ e Kevin)
18. Quit Playing Games (With My Heart)
19. As Long as You Love Me
20. No Place
21. Breathe
22. Don’t Wanna Lose You Now
23. I'll Never Break Your Heart
24. All I Have to Give
25. Everybody (Backstreet's Back)
26. We've Got It Goin' On
27. It’s Gotta Be You
28. That’s The Way I Like It
29. Get Another Boyfriend
30. The One
31. I Want It That Way
32. Don’t Go Breaking My Heart
33. Larger Than Life

## Date

### Date del tour pre-situazione pandemica (2019-2020)
Le seguenti date sono state fatte prima dell'interruzione globale degli eventi a causa della pandemia di COVID-19.
| Data           | Città      | Paese       | Luogo                 |
| Europa         | Europa     | Europa      | Europa                |
| -------------- | ---------- | ----------- | --------------------- |
| 11 maggio 2019 | Lisbona    | Portogallo  | Altice Arena          |
| 13 maggio 2019 | Madrid     | Spagna      | WiZink Center         |
| 15 maggio 2019 | Milano     | Italia      | Mediolanum Forum      |
| 17 maggio 2019 | Barcellona | Spagna      | Palau Sant Jordi      |
| 19 maggio 2019 | Parigi     | Francia     | AccorHotels Arena     |
| 21 maggio 2019 | Hannover   | Germania    | TUI Arena             |
| 22 maggio 2019 | Anversa    | Belgio      | Sportpaleis           |
| 23 maggio 2019 | Amsterdam  | Paesi Bassi | Ziggo Dome            |
| 25 maggio 2019 | Mannheim   | Germania    | SAP Arena             |
| 27 maggio 2019 | Monaco     | Germania    | Olympiahalle          |
| 28 maggio 2019 | Vienna     | Austria     | Wiener Stadthalle     |
| 29 maggio 2019 | Berlino    | Germania    | Mercedes-Benz Arena   |
| 31 maggio 2019 | Göteborg   | Svezia      | Scandinavium          |
| 1 giugno 2019  | Oslo       | Norvegia    | Oslo Spektrum         |
| 2 giugno 2019  | Stoccolma  | Svezia      | Ericsson Globe        |
| 5 giugno 2019  | Helsinki   | Finlandia   | Hartwall Arena        |
| 8 giugno 2019  | Copenaghen | Danimarca   | Royal Arena           |
| 10 giugno 2019 | Manchester | Regno Unito | Manchester Arena      |
| 11 giugno 2019 | Dublino    | Irlanda     | 3Arena                |
| 14 giugno 2019 | Glasgow    | Regno Unito | The SSE Hydro         |
| 15 giugno 2019 | Birmingham | Regno Unito | Arena Birmingham      |
| 17 giugno 2019 | Londra     | Regno Unito | O2 Arena              |
| 18 giugno 2019 | Londra     | Regno Unito | O2 Arena              |
| 20 giugno 2019 | Colonia    | Germania    | Lanxess Arena         |
| 21 giugno 2019 | Zurigo     | Svizzera    | Hallenstadion         |
| 22 giugno 2019 | Praga      | Rep. Ceca   | O2 Arena              |
| 24 giugno 2019 | Varsavia   | Polonia     | Torwar Hall           |
| 25 giugno 2019 | Budapest   | Ungheria    | Budapest Sports Arena |

| Data              | Città           | Paese        | Luogo                    |
| Nord America      | Nord America    | Nord America | Nord America             |
| ----------------- | --------------- | ------------ | ------------------------ |
| 12 luglio 2019    | Washington      | Stati Uniti  | Capital One Arena        |
| 15 luglio 2019    | Montreal        | Canada       | Centre Bell              |
| 17 luglio 2019    | Toronto         | Canada       | Air Canada Centre        |
| 20 luglio 2019    | Saint Paul      | Stati Uniti  | Xcel Energy Center       |
| 22 luglio 2019    | Winnipeg        | Canada       | Bell MTS Place           |
| 24 luglio 2019    | Calgary         | Canada       | Scotiabank Saddledome    |
| 25 luglio 2019    | Edmonton        | Canada       | Rogers Place             |
| 27 agosto 2019    | Vancouver       | Canada       | Rogers Arena             |
| 29 agosto 2019    | Everett         | Stati Uniti  | Angel of The Winds Arena |
| 30 agosto 2019    | Portland        | Stati Uniti  | Moda Center              |
| 1º agosto 2019    | Sacramento      | Stati Uniti  | Golden 1 Center          |
| 3 agosto 2019     | Los Angeles     | Stati Uniti  | Staples Center           |
| 4 agosto 2019     | San Jose        | Stati Uniti  | SAP Center               |
| 5 agosto 2019     | Anaheim         | Stati Uniti  | Honda Center             |
| 7 agosto 2019     | Salt Lake City  | Stati Uniti  | Vivint Smart Home Arena  |
| 8 agosto 2019     | Denver          | Stati Uniti  | Pepsi Center             |
| 10 agosto 2019    | Chicago         | Stati Uniti  | United Center            |
| 12 agosto 2019    | Detroit         | Stati Uniti  | Little Caesars Arena     |
| 14 agosto 2019    | Boston          | Stati Uniti  | TD Garden                |
| 15 agosto 2019    | Brooklyn        | Stati Uniti  | Barclays Center          |
| 17 agosto 2019    | Filadelfia      | Stati Uniti  | Wells Fargo Center       |
| 18 agosto 2019    | Hershey         | Stati Uniti  | Hersheypark Stadium      |
| 20 agosto 2019    | Raleigh         | Stati Uniti  | PNC Arena                |
| 21 agosto 2019    | Atlanta         | Stati Uniti  | Philips Arena            |
| 23 agosto 2019    | Fort Lauderdale | Stati Uniti  | BB&T Center              |
| 24 agosto 2019    | Orlando         | Stati Uniti  | Amway Center             |
| 26 agosto 2019    | Nashville       | Stati Uniti  | Bridgestone Arena        |
| 27 agosto 2019    | Memphis         | Stati Uniti  | FedExForum               |
| 28 agosto 2019    | Tulsa           | Stati Uniti  | BOK Center               |
| 30 agosto 2019    | New Orleans     | Stati Uniti  | Smoothie King Center     |
| 31 agosto 2019    | Houston         | Stati Uniti  | Toyota Center            |
| 1º settembre 2019 | Dallas          | Stati Uniti  | American Airlines Center |
| 3 settembre 2019  | Lafayette       | Stati Uniti  | Cajundome                |
| 4 settembre 2019  | Birmingham      | Stati Uniti  | Legacy Arena             |
| 6 settembre 2019  | Saint Louis     | Stati Uniti  | Scottrade Center         |
| 7 settembre 2019  | Kansas City     | Stati Uniti  | Sprint Center            |
| 8 settembre 2019  | Omaha           | Stati Uniti  | CHI Health Center Omaha  |
| 10 settembre 2019 | Indianapolis    | Stati Uniti  | Bankers Life Fieldhouse  |
| 11 settembre 2019 | Milwaukee       | Stati Uniti  | Fiserv Forum             |
| 13 settembre 2019 | Louisville      | Stati Uniti  | KFC Yum! Center          |
| 14 settembre 2019 | Pittsburgh      | Stati Uniti  | PPG Paints Arena         |
| 15 settembre 2019 | Newark          | Stati Uniti  | Prudential Center        |
| 2 novembre 2019   | Honolulu        | Stati Uniti  | Blaisdell Arena          |
| 3 novembre 2019   | Honolulu        | Stati Uniti  | Blaisdell Arena          |
| 5 novembre 2019   | Honolulu        | Stati Uniti  | Blaisdell Arena          |
| 6 novembre 2019   | Honolulu        | Stati Uniti  | Blaisdell Arena          |

| Data            | Città     | Paese      | Luogo                      |
| Asia            | Asia      | Asia       | Asia                       |
| --------------- | --------- | ---------- | -------------------------- |
| 16 ottobre 2019 | Osaka     | Giappone   | Osaka-jō Hall              |
| 19 ottobre 2019 | Macao     | Macao      | Cotai Arena                |
| 22 ottobre 2019 | Taipei    | Taiwan     | Nangang Exhibition Center  |
| 24 ottobre 2019 | Bangkok   | Thailandia | Impact Arena               |
| 26 ottobre 2019 | Giacarta  | Indonesia  | Jakarta International Expo |
| 28 ottobre 2019 | Manila    | Filippine  | Mall of Asia Arena         |
| 30 ottobre 2019 | Singapore | Singapore  | Singapore Indoor Stadium   |

| Data             | Città             | Paese       | Luogo                              |
| Sud America      | Sud America       | Sud America | Sud America                        |
| ---------------- | ----------------- | ----------- | ---------------------------------- |
| 20 febbraio 2020 | Città del Messico | Messico     | Palacio de los Deportes            |
| 21 febbraio 2020 | Città del Messico | Messico     | Palacio de los Deportes            |
| 22 febbraio 2020 | Città del Messico | Messico     | Palacio de los Deportes            |
| 24 febbraio 2020 | Monterrey         | Messico     | Arena Monterrey                    |
| 25 febbraio 2020 | Monterrey         | Messico     | Arena Monterrey                    |
| 26 febbraio 2020 | Guadalajara       | Messico     | Arena V.F.G.                       |
| 28 febbraio 2020 | San José          | Costa Rica  | Parque Vivas Amphitheater          |
| 1º marzo 2020    | Bogotà            | Colombia    | Movistar Arena                     |
| 2 marzo 2020     | Bogotà            | Colombia    | Movistar Arena                     |
| 4 marzo 2020     | Santiago del Cile | Cile        | Estadio Bicentenario de La Florida |
| 5 marzo 2020     | Santiago del Cile | Cile        | Estadio Bicentenario de La Florida |
| 7 marzo 2020     | Buenos Aires      | Argentina   | Campo Argentino del Polo           |
| 8 marzo 2020     | Montevideo        | Uruguay     | Antel Arena                        |
| 9 marzo 2020     | Montevideo        | Uruguay     | Antel Arena                        |
| 11 marzo 2020    | Uberlândia        | Brasile     | Arena Sabiazinho                   |
| 13 marzo 2020    | Rio de Janeiro    | Brasile     | Jeunesse Arena                     |

Il 13 marzo 2020 è stata l'ultima data di spettacolo prima della forzata interruzione a causa della pandemia. Verso la fine del mese di aprile vennero annunciate le nuove date dell'Australia e della Nuova Zelanda, rinviate all'anno successivo. Il 19 maggio successivo furono invece annunciate le nuove date nordamericane, anch'esse rinviate all'anno successivo.

### Date della ripresa del Tour post-situazione pandemica (2022-2023)
Il tour mondiale riprese il 4 giugno 2022, fino all'11 marzo 2023. Il 5 aprile 2022 vengono aggiunte ulteriori date in Nord-America ed in Europa.
4 giornate a Las Vegas ad aprile 2022 hanno segnato il ritorno della band il ritorno della band oltre 2 anni dopo l'ultima esibizione live, che risaliva al 13 marzo 2020.
| Data                                                      | Città                                                     | Paese                                                     | Luogo                                                     |
| Backstreet Boys DNA World Tour - A special Vegas kick-off | Backstreet Boys DNA World Tour - A special Vegas kick-off | Backstreet Boys DNA World Tour - A special Vegas kick-off | Backstreet Boys DNA World Tour - A special Vegas kick-off |
| --------------------------------------------------------- | --------------------------------------------------------- | --------------------------------------------------------- | --------------------------------------------------------- |
| 8 aprile 2022                                             | Las Vegas                                                 | Stati Uniti                                               | Caesars Palace                                            |
| 9 aprile 2022                                             | Las Vegas                                                 | Stati Uniti                                               | Caesars Palace                                            |
| 15 aprile 2022                                            | Las Vegas                                                 | Stati Uniti                                               | Caesars Palace                                            |
| 16 aprile 2022                                            | Las Vegas                                                 | Stati Uniti                                               | Caesars Palace                                            |

| Data              | Città            | Paese        | Luogo                                   |
| Nord America      | Nord America     | Nord America | Nord America                            |
| ----------------- | ---------------- | ------------ | --------------------------------------- |
| 4 giugno 2022     | Chula Vista      | Stati Uniti  | North Island Credit Union Amphitheatre  |
| 5 giugno 2022     | Irvine           | Stati Uniti  | Five Point Amphiteathre                 |
| 7 giugno 2022     | Los Angeles      | Stati Uniti  | Hollywood Bowl                          |
| 9 giugno 2022     | Phoenix          | Stati Uniti  | Ak-Chin Pavilion                        |
| 11 giugno 2022    | Albuqeuerque     | Stati Uniti  | Isleta Amphitheater                     |
| 8 giugno 2022     | Austin           | Stati Uniti  | Germania Insurance Amphiteatre          |
| 14 giugno 2022    | The Woodlands    | Stati Uniti  | Cynthia Woods Mitchell Pavilion         |
| 15 giugno 2022    | Irving           | Stati Uniti  | Toyota Music Factory                    |
| 17 giugno 2022    | Rogers           | Stati Uniti  | Walmart Arkansas Music Pavilion         |
| 20 giugno 2022    | Jacksonville     | Stati Uniti  | VyStar Veterans Memorial Arena          |
| 21 giugno 2022    | Tampa            | Stati Uniti  | MidFlorida Credit Union Amphitheatre    |
| 22 giugno 2022    | West Palm Beach  | Stati Uniti  | iThink Financial Amphitheatrre          |
| 24 giugno 2022    | Charlotte        | Stati Uniti  | PNC Music Pavilion                      |
| 25 giugno 2022    | Raleigh          | Stati Uniti  | Coastal Credit Union Music Park         |
| 28 giugno 2022    | Alpharetta       | Stati Uniti  | Ameris Bank Amphitheatre                |
| 1 luglio 2022     | Toronto          | Canada       | Budweiser Stage                         |
| 2 luglio 2022     | Toronto          | Canada       | Budweiser Stage                         |
| 3 luglio 2022     | Darien Center    | Stati Uniti  | Darien Lake Performing Arts Centre      |
| 5 luglio 2022     | Burgettstown     | Stati Uniti  | The Pavilion at Star Lake               |
| 6 luglio 2022     | Cuyahoga Falls   | Stati Uniti  | Blossom Music Center                    |
| 8 luglio 2022     | Milwaukee        | Stati Uniti  | Summerfest                              |
| 10 luglio 2022    | Noblesville      | Stati Uniti  | Ruoff Music Center                      |
| 12 luglio 2022    | Bristow          | Stati Uniti  | Jiffy Lube Live                         |
| 13 luglio 2022    | Virginia Beach   | Stati Uniti  | Veterans United Home Loans Amphitheater |
| 14 luglio 2022    | Camden           | Stati Uniti  | Waterfront Music Pavilion               |
| 16 luglio 2022    | Wantagh          | Stati Uniti  | Jones Beach Theater                     |
| 17 luglio 2022    | Hartford         | Stati Uniti  | Xfinity Theatre                         |
| 19 luglio 2022    | Holmdel Township | Stati Uniti  | PNC Bank Arts Centre                    |
| 20 luglio 2022    | Mansfield        | Stati Uniti  | XFinity Center                          |
| 21 luglio 2022    | Bangor           | Stati Uniti  | Maine Savings Amphiteathre              |
| 23 luglio 2022    | Saratoga Springs | Stati Uniti  | Saratoga Performing Arts Center         |
| 24 luglio 2022    | Bethel           | Stati Uniti  | Bethel Woods Centre for the Arts        |
| 26 luglio 2022    | Cincinnati       | Stati Uniti  | Riverbend Music Centre                  |
| 28 luglio 2022    | Clarkston        | Stati Uniti  | DTE Energy Music Theatre                |
| 29 luglio 2022    | Tinley Park      | Stati Uniti  | Hollywood Casino Amphitheatre           |
| 30 luglio 2022    | Maryland Heights | Stati Uniti  | Hollywood Casino Amphitheatre           |
| 2 agosto 2022     | Denver           | Stati Uniti  | Fiddler's Green Amphitheatre            |
| 4 agosto 2022     | West Valley City | Stati Uniti  | USANA Amphitheatre                      |
| 6 agosto 2022     | Wheatland        | Stati Uniti  | Toyota Amphitheatre                     |
| 7 agosto 2022     | Mountain View    | Stati Uniti  | Shoreline Amphitheatre                  |
| 9 agosto 2022     | Concord          | Stati Uniti  | Concord Pavilion                        |
| 12 agosto 2022    | Auburn           | Stati Uniti  | White River Amphitheatre                |
| 19 agosto 2022    | Namba            | Stati Uniti  | Ford Idaho Centre                       |
| 21 agosto 2022    | Spokane          | Stati Uniti  | Spokane Veterans Memorial Arena         |
| 22 agosto 2022    | Portland         | Stati Uniti  | Moda Center                             |
| 24 agosto 2022    | Vancouver        | Canada       | Rogers Arena                            |
| 26 agosto 2022    | Edmonton         | Canada       | Rogers Palace                           |
| 27 agosto 2022    | Saskatoon        | Canada       | SaskTel Centre                          |
| 29 agosto 2022    | Winnipeg         | Canada       | Canada Life Centre                      |
| 1 settembre 2022  | Ottawa           | Canada       | Canadian Tire Centre                    |
| 2 settembre 2022  | Quebec City      | Canada       | Videotron Centre                        |
| 3 settembre 2022  | Montréal         | Canada       | Bells Centre                            |
| 6 settembre 2022  | Lexington        | Stati Uniti  | Rupp Arena at Central Bank Centre       |
| 8 settembre 2022  | Nashville        | Stati Uniti  | Bridgestone Arena                       |
| 9 settembre 2022  | Memphis          | Stati Uniti  | FedEx Forum                             |
| 11 settembre 2022 | Sioux Falls      | Stati Uniti  | Danny Sanford Premier Centre            |
| 13 settembre 2022 | Wichita          | Stati Uniti  | Intrust Bank Arena                      |
| 14 settembre 2022 | Oklahoma City    | Stati Uniti  | Chesapeake Energy Arena                 |

| Data             | Città             | Paese       | Luogo                        |
| Europa           | Europa            | Europa      | Europa                       |
| ---------------- | ----------------- | ----------- | ---------------------------- |
| 3 ottobre 2022   | Lisbona           | Portogallo  | Altice Arena                 |
| 4 ottobre 2022   | Madrid            | Spagna      | WiZink Center                |
| 6 ottobre 2022   | Barcellona        | Spagna      | Palau Sant Jordi             |
| 8 ottobre 2022   | Parigi            | Francia     | Accor Arena                  |
| 9 ottobre 2022   | Amsterdam         | Paesi Bassi | Ziggo Dome                   |
| 12 ottobre 2022  | Berlino           | Germania    | Mercedes-Benz Arena          |
| 13 ottobre 2022  | Berlino           | Germania    | Mercedes-Benz Arena          |
| 15 ottobre 2022  | Hannover          | Germania    | Zag Arena                    |
| 17 ottobre 2022  | Mannheim          | Germania    | SAP Arena                    |
| 18 ottobre 2022  | Mannheim          | Germania    | SAP Arena                    |
| 20 ottobre 2022  | Monaco di Baviera | Germania    | Olympiahalle                 |
| 21 ottobre 2022  | Monaco di Baviera | Germania    | Olympiahalle                 |
| 22 ottobre 2022  | Bologna           | Italia      | UNIPOL Arena                 |
| 24 ottobre 2022  | Amburgo           | Germania    | Barclaycard Arena            |
| 25 ottobre 2022  | Amburgo           | Germania    | Barclaycard Arena            |
| 27 ottobre 2022  | Zurigo            | Svizzera    | Hallenstadion                |
| 29 ottobre 2022  | Cracovia          | Polonia     | Tauron Arena                 |
| 30 ottobre 2022  | Lipsia            | Germania    | QUARTERBACK Immobilien Arena |
| 31 ottobre 2022  | Colonia           | Germania    | Lanxess Arena                |
| 2 novembre 2022  | Budapest          | Ungheria    | Budapest Sports Arena        |
| 4 novembre 2022  | Dortmund          | Germania    | Westfalenhallen              |
| 6 novembre 2022  | Londra            | Regno Unito | 02 Arena                     |
| 8 novembre 2022  | Manchester        | Regno Unito | AO Arena                     |
| 10 novembre 2022 | Antwerp           | Belgio      | Sportpaleis                  |

| Data            | Città          | Paese       | Luogo                   |
| Sud America     | Sud America    | Sud America | Sud America             |
| --------------- | -------------- | ----------- | ----------------------- |
| 25 gennaio 2023 | Curitiba       | Brasile     | Pedreira Paulo Leminski |
| 27 gennaio 2023 | San Paolo      | Brasile     | Allianz Parque          |
| 28 gennaio 2023 | San Paolo      | Brasile     | Allianz Parque          |
| 29 gennaio 2023 | Belo Horizonte | Brasile     | Esplanada Do Mineirao   |

| Data             | Città     | Paese         | Luogo                         |
| Oceania          | Oceania   | Oceania       | Oceania                       |
| ---------------- | --------- | ------------- | ----------------------------- |
| 25 febbraio 2023 | Perth     | Australia     | RAC Arena                     |
| 28 febbraio 2023 | Melbourne | Australia     | Rod Laver Arena               |
| 1 marzo 2023     | Melbourne | Australia     | Rod Laver Arena               |
| 4 marzo 2023     | Sydney    | Australia     | Qudos Bank Arena              |
| 5 marzo 2023     | Sydney    | Australia     | Qudos Bank Arena              |
| 8 marzo 2023     | Brisbane  | Australia     | Brisbane Entertainment Centre |
| 11 marzo 2023    | Auckland  | Nuova Zelanda | Spark Arena                   |

| Data            | Città           | Paese           | Luogo               |
| Vari Continenti | Vari Continenti | Vari Continenti | Vari Continenti     |
| --------------- | --------------- | --------------- | ------------------- |
| 28 aprile 2023  | Reykjavik       | Islanda         | Laugardalshöll      |
| 1 maggio 2023   | Cairo           | Egitto          | Zed East by Ora     |
| 4 maggio 2023   | Mumbai          | India           | JIO Gardens         |
| 5 maggio 2023   | New Delhi       | India           | Airia Mall          |
| 7 maggio 2023   | Abu Dhabi       | Emirati Arabi   | Etihad Arena        |
| 9 maggio 2023   | Sakhir          | Bahrain         | Al Dana Ampitheatre |
| 11 maggio 2023  | Jeddah          | Arabia Saudita  | F1 Concert Zone     |

| Data           | Città          | Paese     | Luogo                           |
| Sudafrica      | Sudafrica      | Sudafrica | Sudafrica                       |
| -------------- | -------------- | --------- | ------------------------------- |
| 16 maggio 2023 | Città del Capo | Sudafrica | Grand Arena at GrandWest Casino |
| 17 maggio 2023 | Città del Capo | Sudafrica | Grand Arena at GrandWest Casino |
| 19 maggio 2023 | Pretoria       | Sudafrica | SunBet Arena at Time Square     |
| 20 maggio 2023 | Pretoria       | Sudafrica | SunBet Arena at Time Square     |

| Data                   | Città                  | Paese                  | Luogo                  |
| Europa e Medio Oriente | Europa e Medio Oriente | Europa e Medio Oriente | Europa e Medio Oriente |
| ---------------------- | ---------------------- | ---------------------- | ---------------------- |
| 13 settembre 2024      | Hockenheim             | Germania               | Hockenheim Ring        |
| 23 ottobre 2024        | Abu Dhabi              | Emirati Arabi Uniti    | Etihad Arena           |